# Elizabeth Parris
Elizabeth Parris (28 novembre 1682 - 21 mars 1760), surnommée Betty, était la fille du révérend Samuel Parris à Salem Village. Âgée de 9 ans au moment des faits, Betty fut la première à tomber malade après avoir été « ensorcelée », ainsi qu'on le crut en 1692. Ses contorsions, convulsions et ses déchaînements verbaux dans une langue inconnue déconcertèrent tout le monde, particulièrement lorsque d'autres jeunes filles commencèrent à présenter les mêmes symptômes. Peu de temps après le début de sa maladie, les accusations des jeunes filles accusant leurs voisins de sorcellerie marquent le début de l'affaire des sorcières de Salem. 
Il semble que Betty et sa cousine Abigail Williams aient été impressionnées par les récits vaudou de Tituba, l'esclave du révérend Parris originaire de La Barbade. 
Dans la pièce d'Arthur Miller Les Sorcières de Salem, Betty et les autres jeunes filles agissent comme des possédées parce qu'elles sont effrayées. Le révérend Parris a appris qu'elles avaient dansé la nuit de la veille dans les bois avec Tituba et elles redoutent d'être punies.
Elizabeth Parris est morte à l'âge de 77 ans dans la ville de Sudbury après s'être mariée et avoir eu deux enfants.